# Константиновка (Мелитопольский район)
Константи́новка (укр. Костянтинівка) — село, Константиновский сельский совет, Мелитопольский район, Запорожская область, Украина.
Код КОАТУУ — 2323081201. Население по переписи 2001 года составляло 12 081 человек.
Является административным центром Константиновского сельского совета, в который не входят другие населённые пункты.
С февраля-марта 22-го года контролируется российской армией

## Географическое положение
Село Константиновка находится на левом берегу реки Молочная,
выше по течению на расстоянии в 0,5 км расположено село Вознесенка,
ниже по течению на расстоянии в 3,5 км расположено село Мордвиновка,
на противоположном берегу — город Мелитополь.
Река в этом месте извилистая, образует лиманы, старицы и заболоченные озёра.
Через село проходит автомобильная дорога М-14 (E 58).

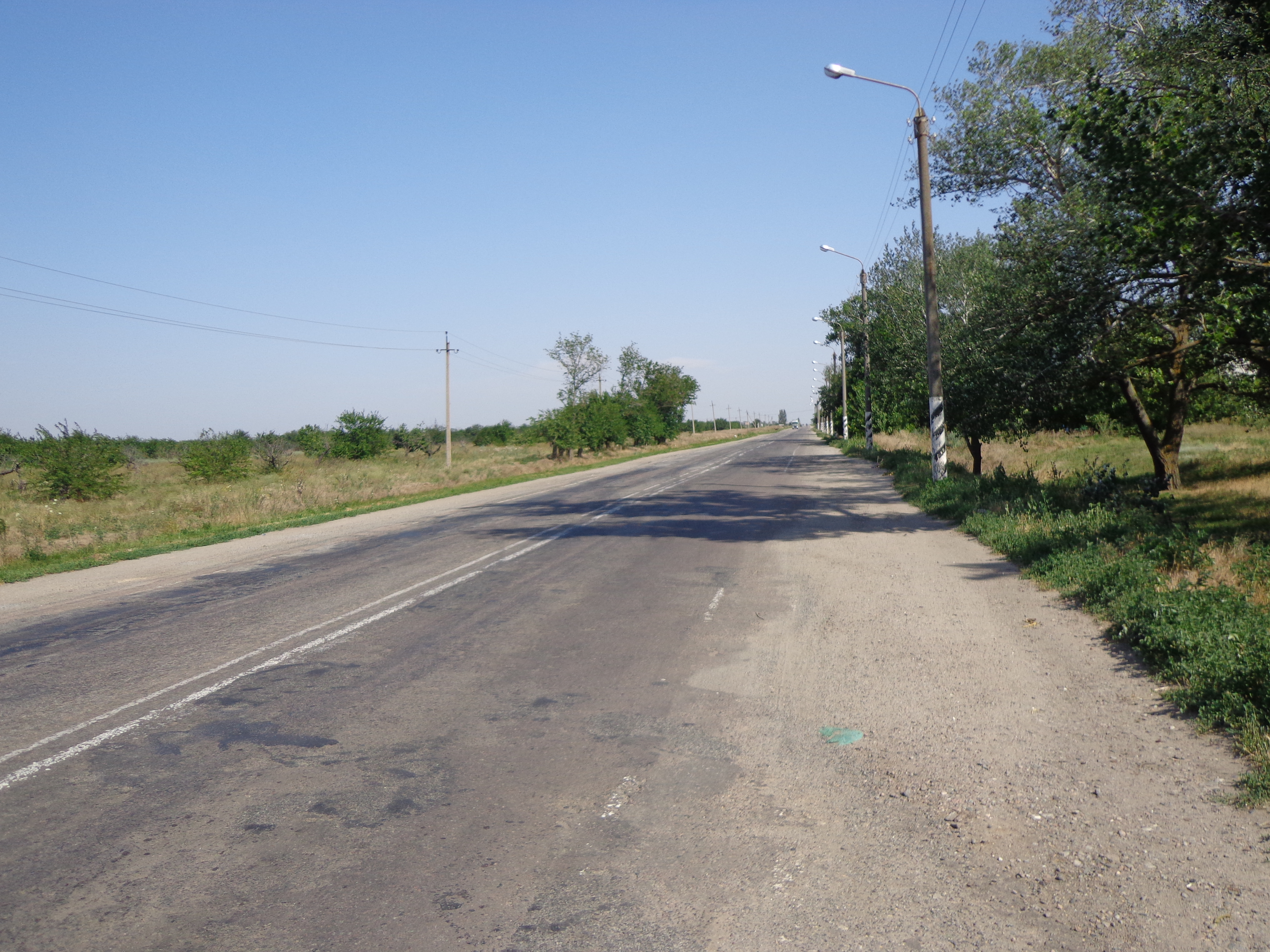
Автодорога М-14, ведущая на Приазовское
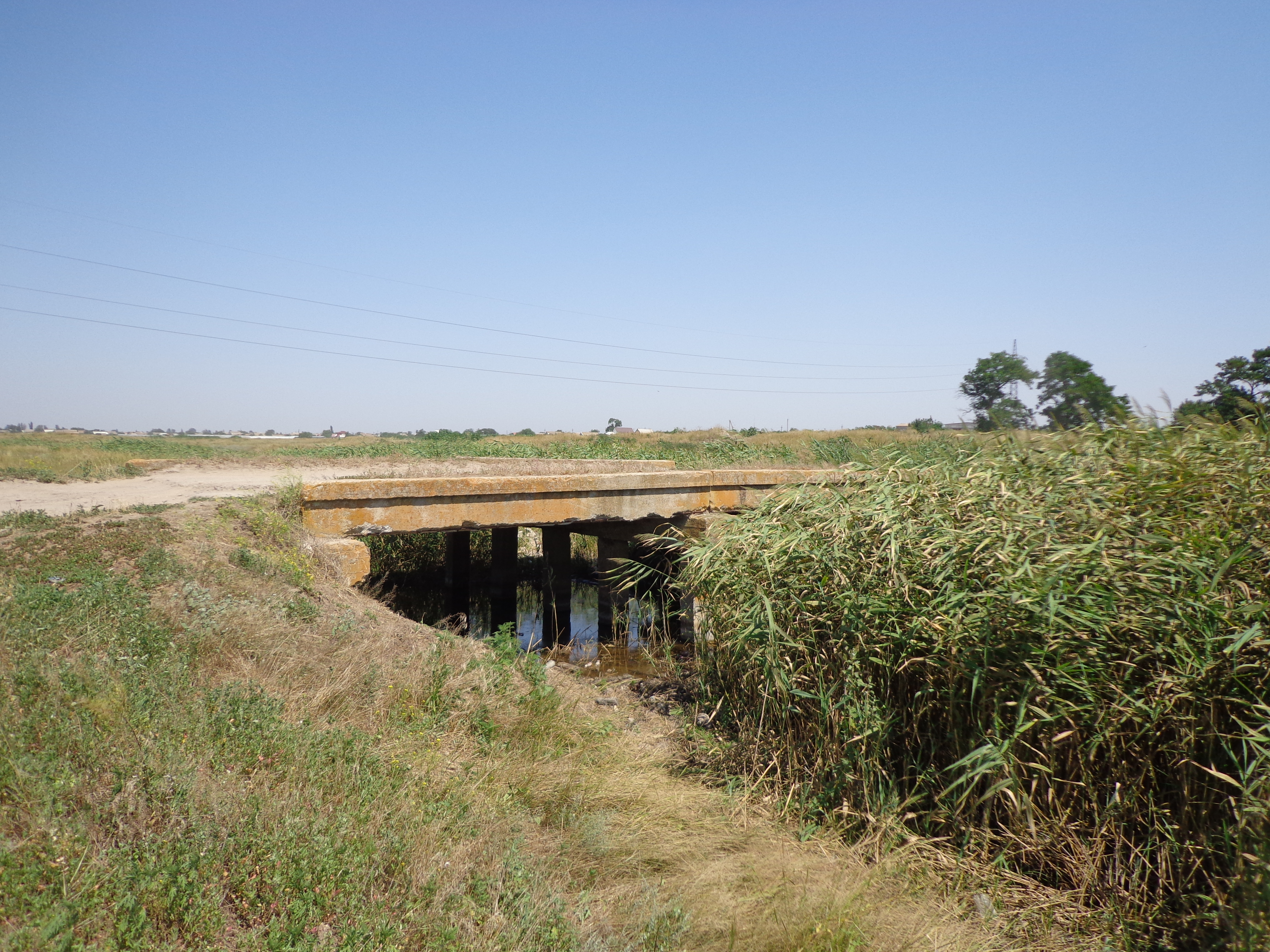
Мост через канал реки Молочной

## История
Близ современного села археологи раскопали три кургана с 16 погребениями разных времён.
Днём основания Константиновки считается 4 ноября 1859 года (по другим данным 1861 года), когда был заложен первый камень в фундамент церкви Казанской Иконы Божьей Матери. Село было основано выходцами из села Андреевки Бердянского уезда и крестьянами из Харьковской, Полтавской и Воронежской губерний на месте ногайского аула Единохта.
До революции граница между Мелитопольским и Бердянским уездами Таврической губернии проходила по Молочной реке. Таким образом, Константиновка входила не в Мелитопольский, а в Бердянский уезд.
Впервые советская власть в Константиновке была установлена в январе 1918 года, затем село много раз переходило из рук в руки, пока не было окончательно занято красной армией осенью 1920 года. В 1919—1920 годах белогвардейцы расстреляли девять сельских активистов, среди них Д. И. Падалко, П. X. Олейника, С. Д. Цыгулярова и С. Г. Меркулова. На территории села находится братская могила, в которой похоронены 11 красных партизан, погибших в годы гражданской войны.
В 1926 году в селе организовалось товарищество садоводов, овощеводов и виноградарей.
На фронтах Великой Отечественной войны сражались 1546 жителей Константиновки, 376 из них награждены орденами и медалями, 613 погибли. В их честь в селе воздвигнут памятник. Уроженцу села командиру орудийного расчёта 17-го артиллерийского полка 137-й Бобруйской стрелковой дивизии старшине П. Т. Одинцу присвоено звание Героя Советского Союза. Будучи тяжело ранен, он вместе со своим расчётом отразил все контратаки превосходящего силами противника на западном берегу реки Нарев (Польша) и тем самым дал возможность советским частям закрепиться на этом участке. В его честь названа одна из улиц Константиновки, а на здании средней школы, где он учился, установлена мемориальная доска. С 1942 по март 1943 года в селе действовала подпольная группа, возглавляемая учителем средней школы Н. Ф. Красуцким. Большинство её членов были схвачены гитлеровцами и после жестоких пыток расстреляны.
Осенью 1943 года в боях за освобождение Константиновки, через которую проходила сильно укрепленная линия обороны противника, погибли 283 советских воина, которые погребены в двух братских могилах. На окраине села, на месте захоронения 10 подпольщиков и 14 400 жертв фашизма, воздвигнут мемориал «Живые, помните!».
В годы советской власти основу экономики Константиновки составляли два крупных колхоза, им. Ленина и им. Фрунзе, расположенные в селе. Колхозом им. Ленина занимал северную часть села и 5380 га сельскохозяйственных угодий, в том числе 4999 га пахотной земли. Хозяйство выращивало зерновые культуры, занималось молочным животноводством, садоводством и овощеводством. Колхоз им. Фрунзе располагался в южной части села. Ему принадлежало 5110 га сельскохозяйственных угодий, в том числе 4560 га пахотной земли. Колхоз специализировался на производстве говядины, но также были развиты полеводство, молочное животноводство, птицеводство, садоводство и овощеводство. В селе также находились разнообразные подсобные предприятия: кирпичный завод, цех первичной переработки овощей и фруктов, 2 мельницы, 3 пилорамы. В селе действовали 2 дома культуры с залами на 500 мест, 6 библиотек. Ансамбль русских народных инструментов сельского дома культуры был лауреатом Всесоюзного фестиваля самодеятельного художественного творчества.
1 марта 2022 года в ходе взятия Мелитополя, ВС РФ захватило село. 

## Население
На карте генштаба 1919 года Константиновка отмечена как село с 300 дворами.
По переписи населения СССР 1959 года население Константиновки составляло 7993 человека. Также перепись показала большое превышение числа женского населения над мужским — 4341 против 3652 человек, что было типично в послевоенное время.
На карте генштаба 1991 года Константиновка отмечена как сельский совет с населением 12,3 тысячи человек.
По данным официального портала Верховной Рады Украины, по переписи 2001 года население Константиновки составляло 12 081 человек, что делало село крупнейшим на Украине.

## Экономика

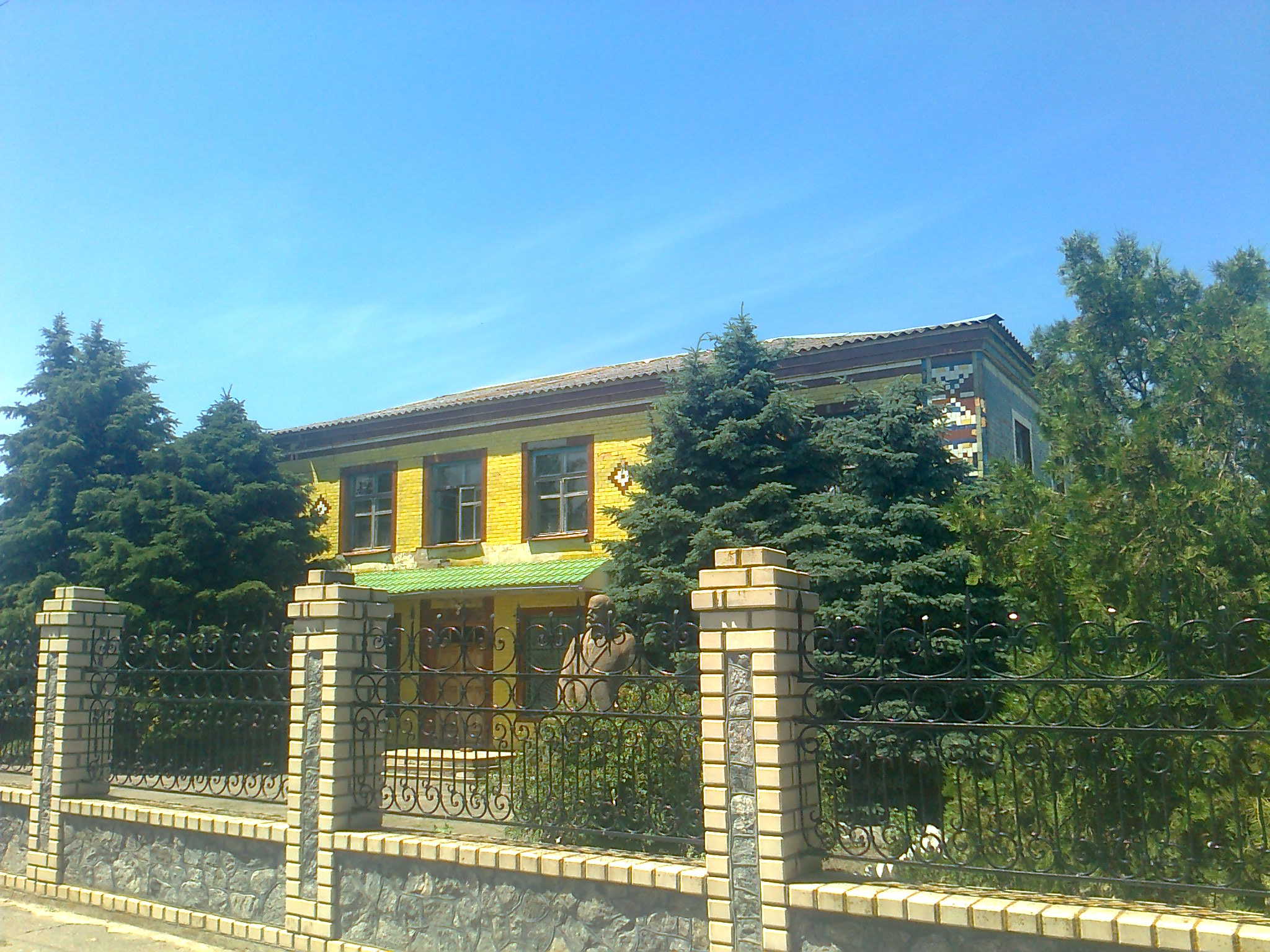

- «Техносервис», ООО.
- «Мелитопольагроэкспорт», ООО.
- «Таврия турбо», ЧП.

## Объекты социальной сферы
- 2 детских сада, «Веселка» и «Теремок»[10]
- Музыкальная школа[11].
- 2 дома культуры. Один из них по ул. Фрунзе — постоянно действующий, в нём происходят бракосочетания жителей села.
- Участковая больница[12] и врачебная амбулатория. На территории больницы есть пункт скорой медицинской помощи, лаборатория и другие отделения.
- Храм Казанской иконы Божией Матери. Подчинён Запорожской и Мелитопольской епархии Украинской православной церкви Московского патриархата[13].

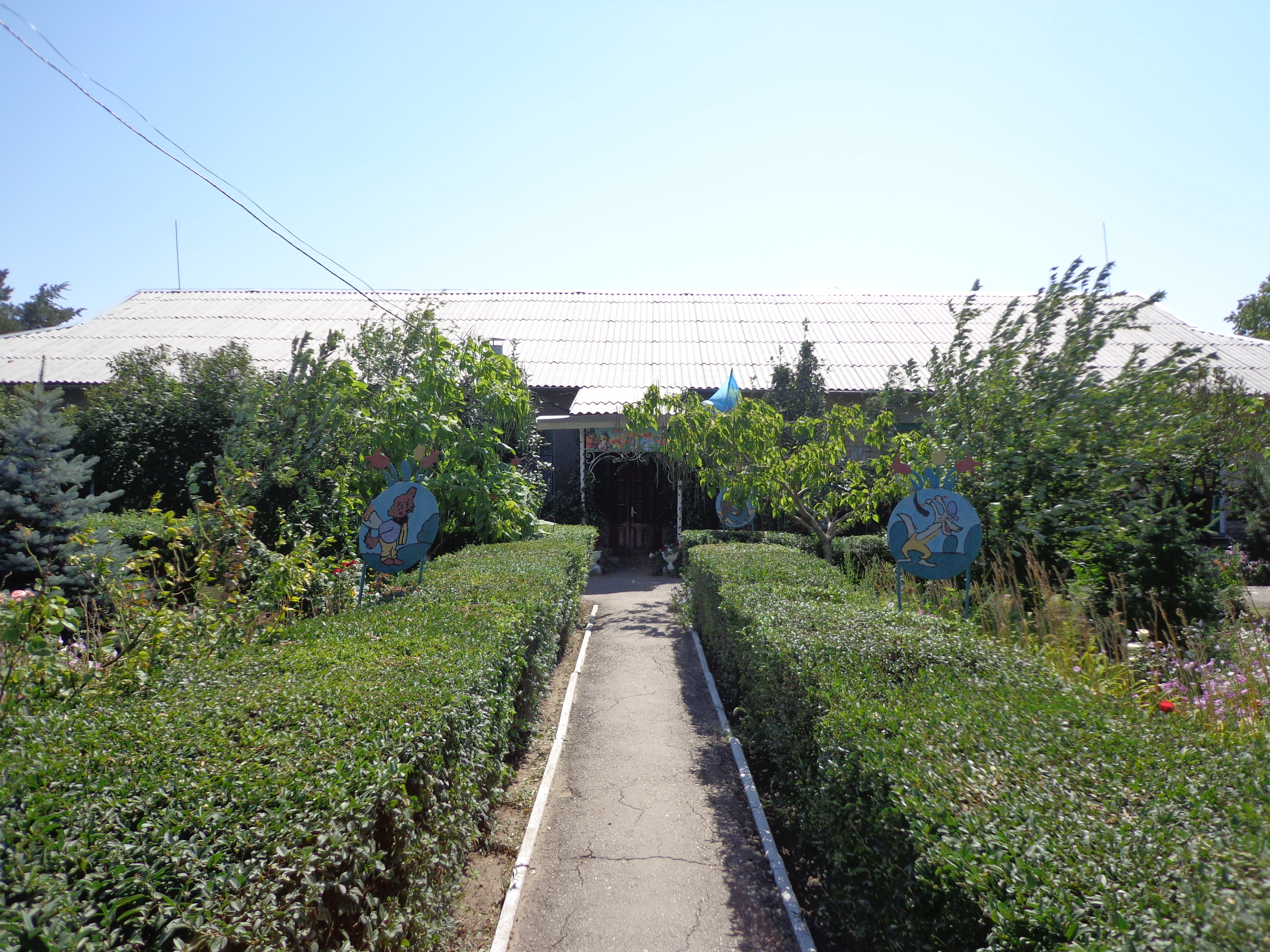
Детский сад
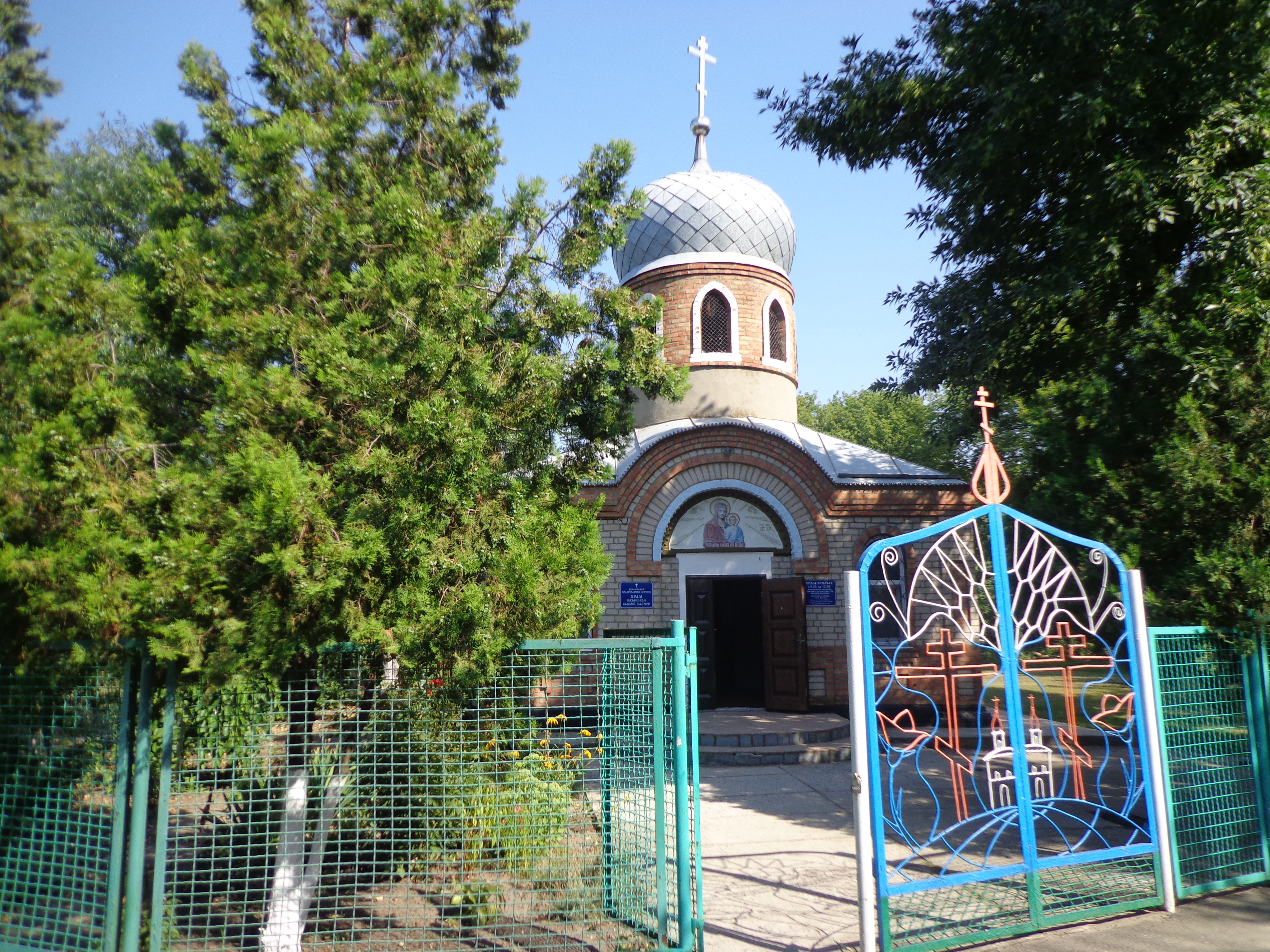
Церковь
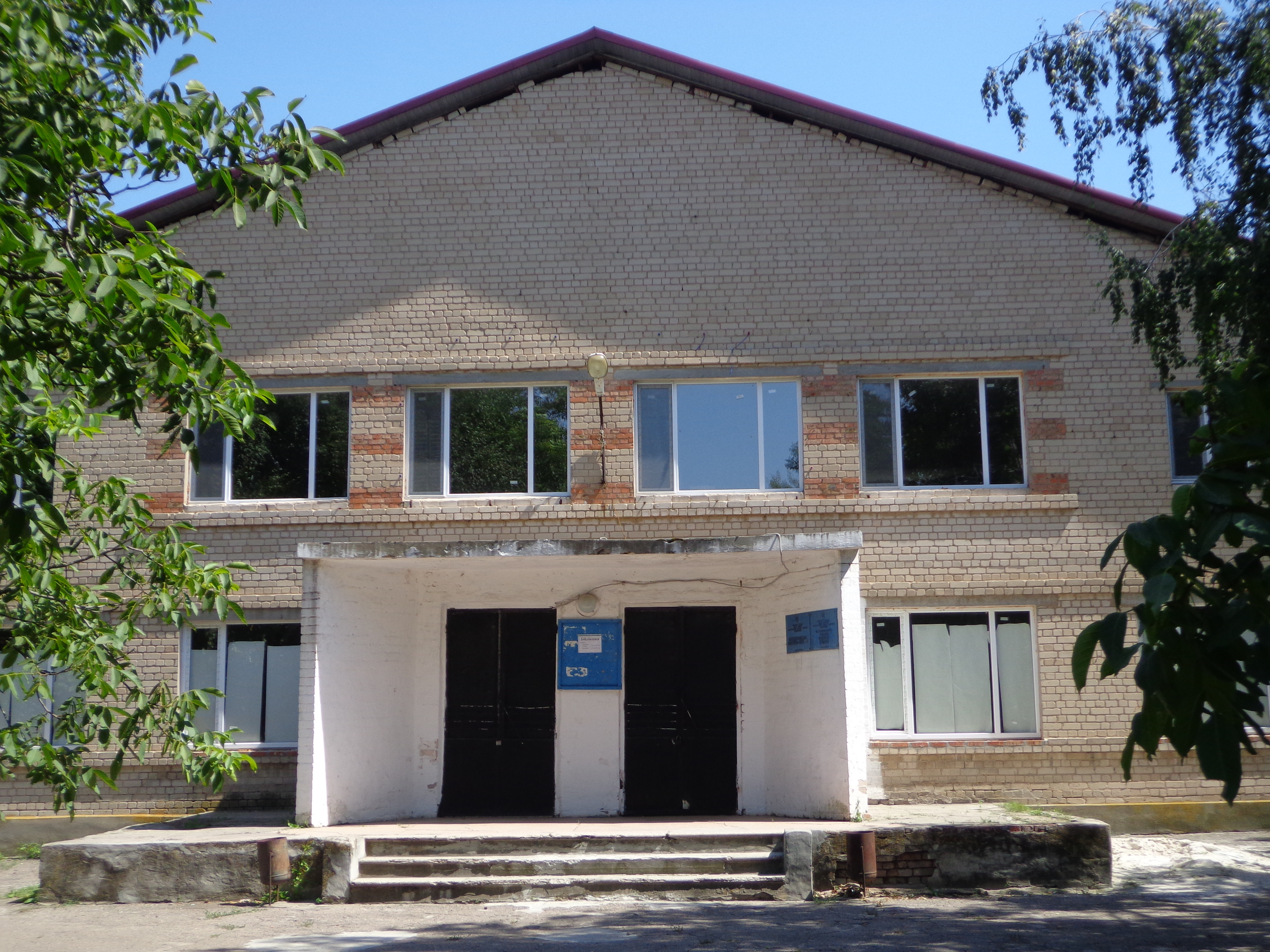
Дом культуры
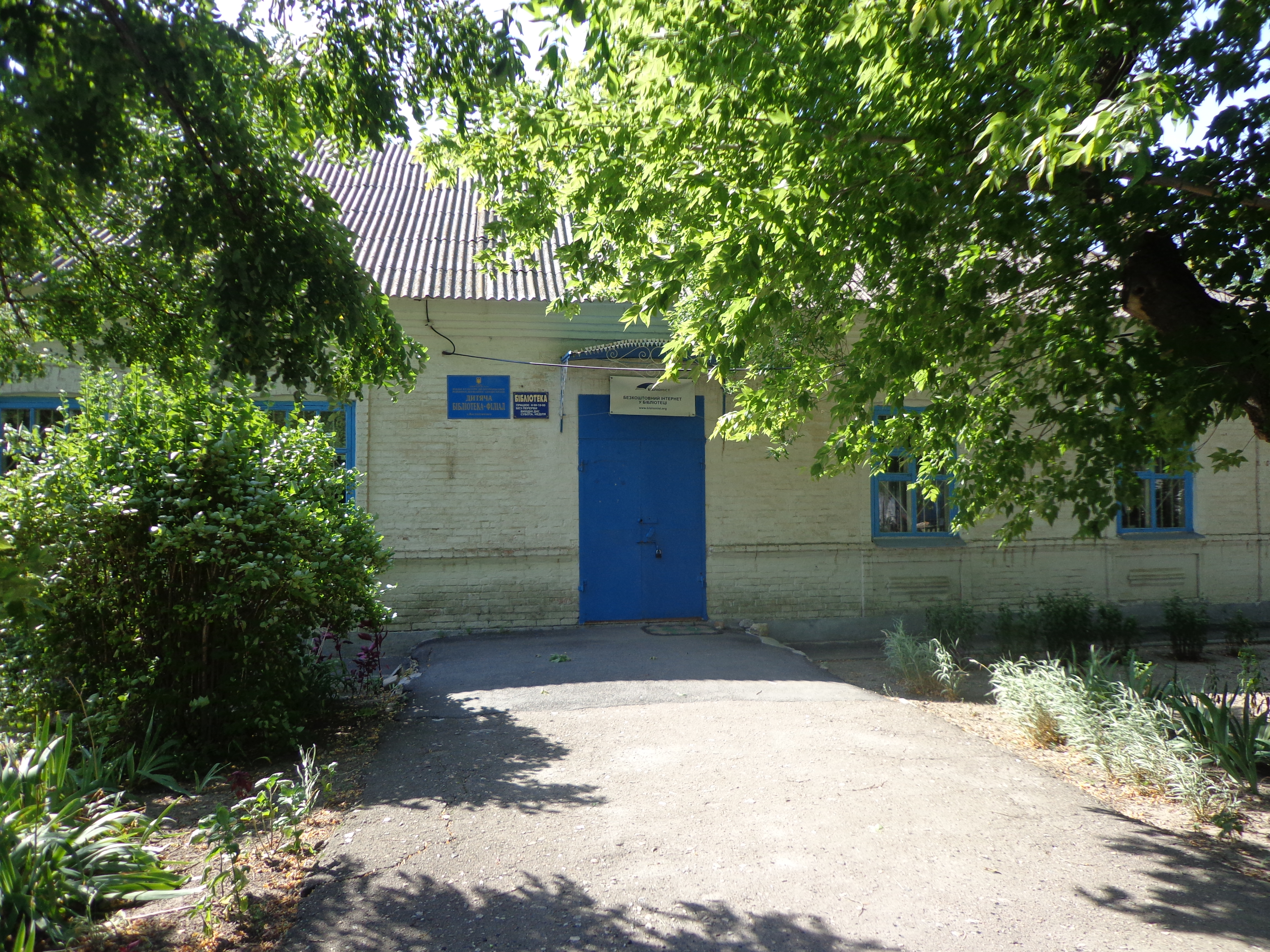
Библиотека

### Школы
- Гимназия «Таврия». Статус гимназии получила в 2002 году, став первым учебным заведением такого типа в районе. В гимназии 434 ученика (2012 год)[14]. Младшие классы углублённо изучают иностранный язык, ученики средних классов имеют возможность сами выбирать предметы для углублённого изучения, а старшие классы разделены на 3 профиля: естественно-научный, физико-математический и филологический. На районных школьных олимпиадах гимназия стабильно занимает первое место в командном зачёте.
- Константиновский лицей «Эрудит» (бывшая школа № 2).
- Специализированная разнопрофильная школа «Прометей». Архивировано из оригинала 9 февраля 2012 года. 1—3 ступеней. Является самой большой школой Мелитопольского района — в ней учится 425 школьников[15]. До лета 2011 года[16] носила название Константиновская общеобразовательная школа № 3. Датой открытия школы считается 10 октября 1991 года.

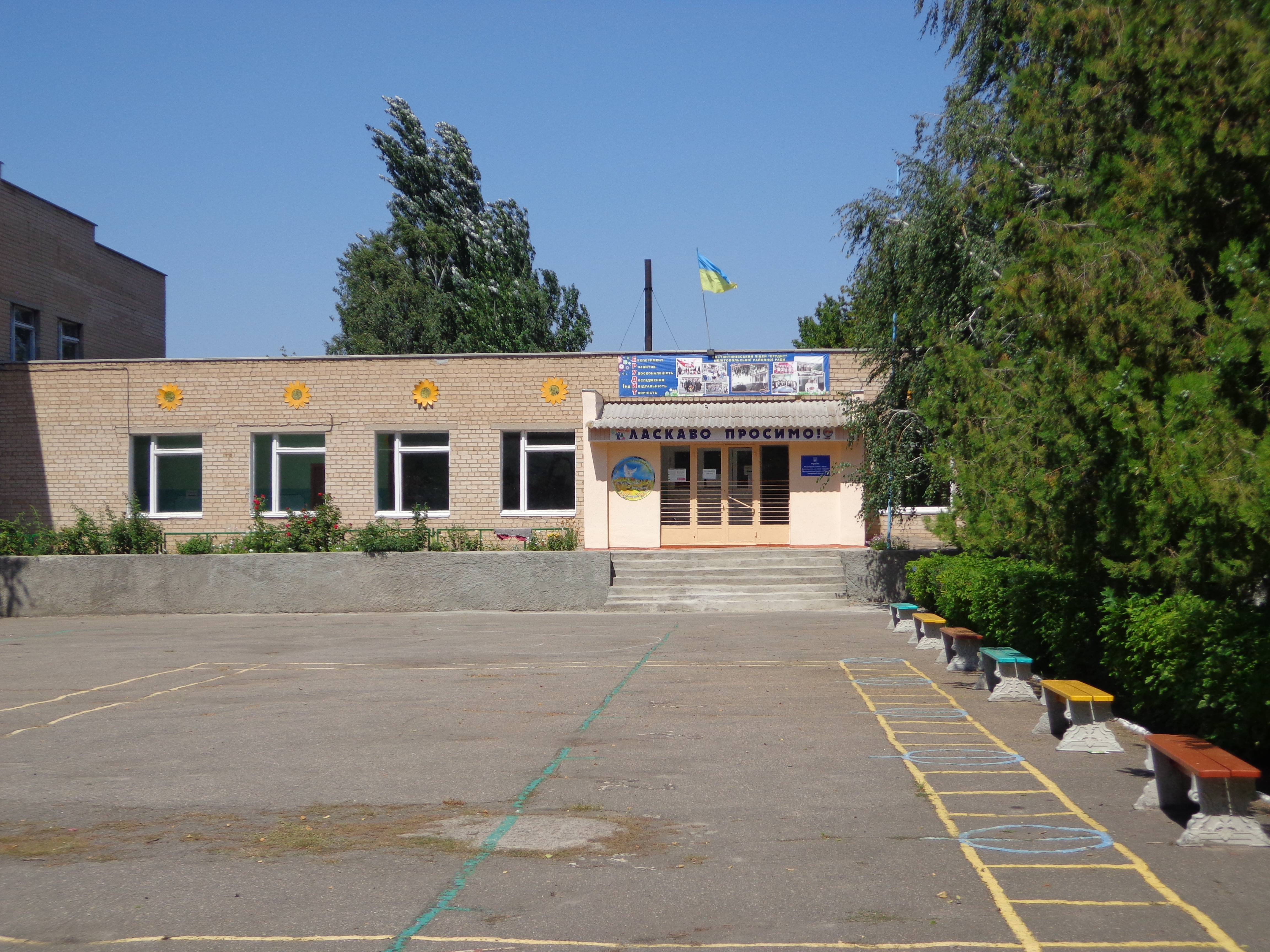
Лицей «Эрудит»
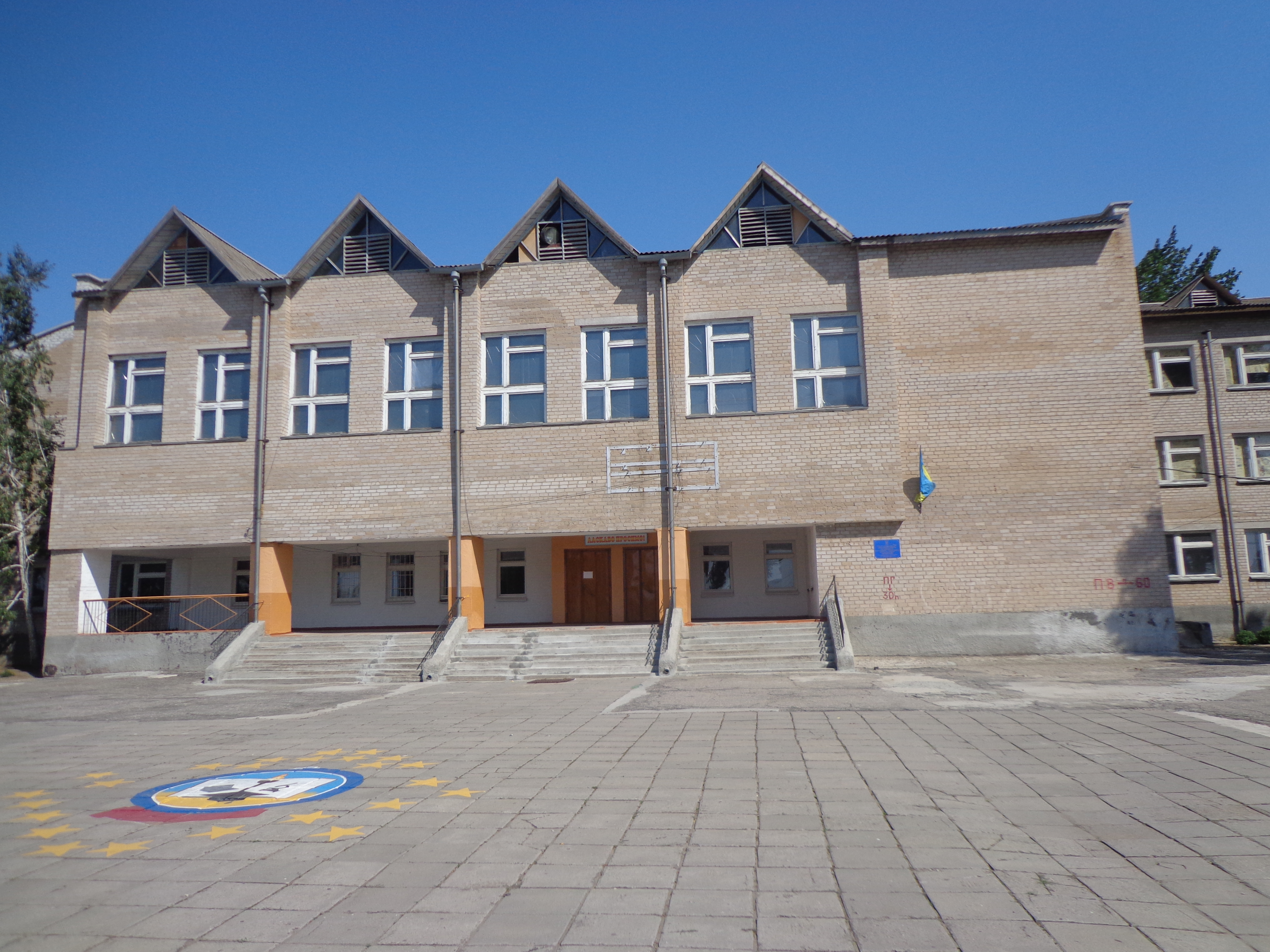
Школа

## Достопримечательности

### Скверы
- Сквер им. П. Т. Одинца. Открыт 9 мая 2012 года[17]. В сквере установлен памятник герою Советского Союза, уроженцу села П. Т. Одинцу.
- Парк Победы. Открыт в честь 65-летия победы в Великой Отечественной войне. В парке установлен памятник воинам-интернационалистам[18].

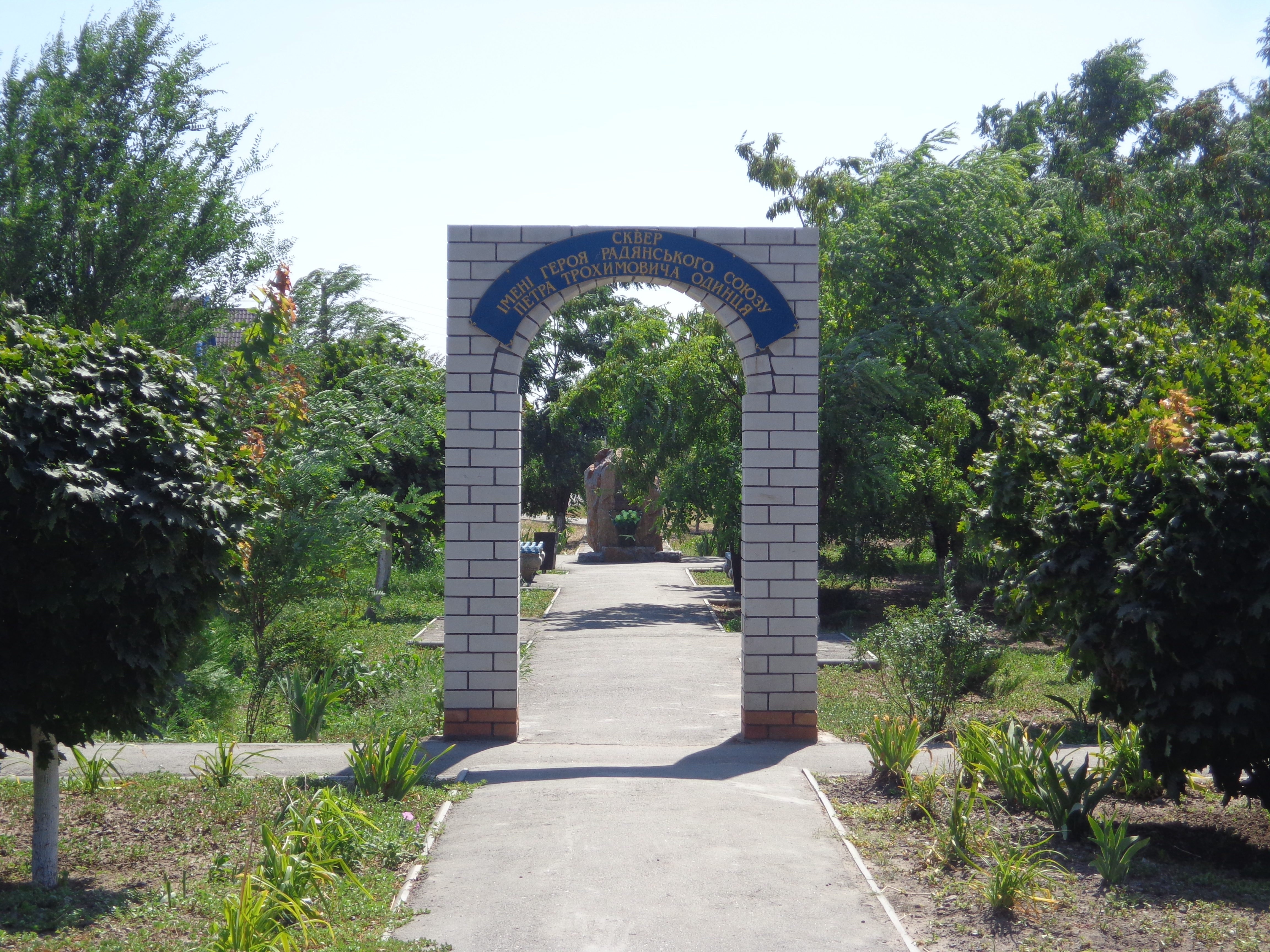
Сквер им. П. Т. Одинца в Константиновке
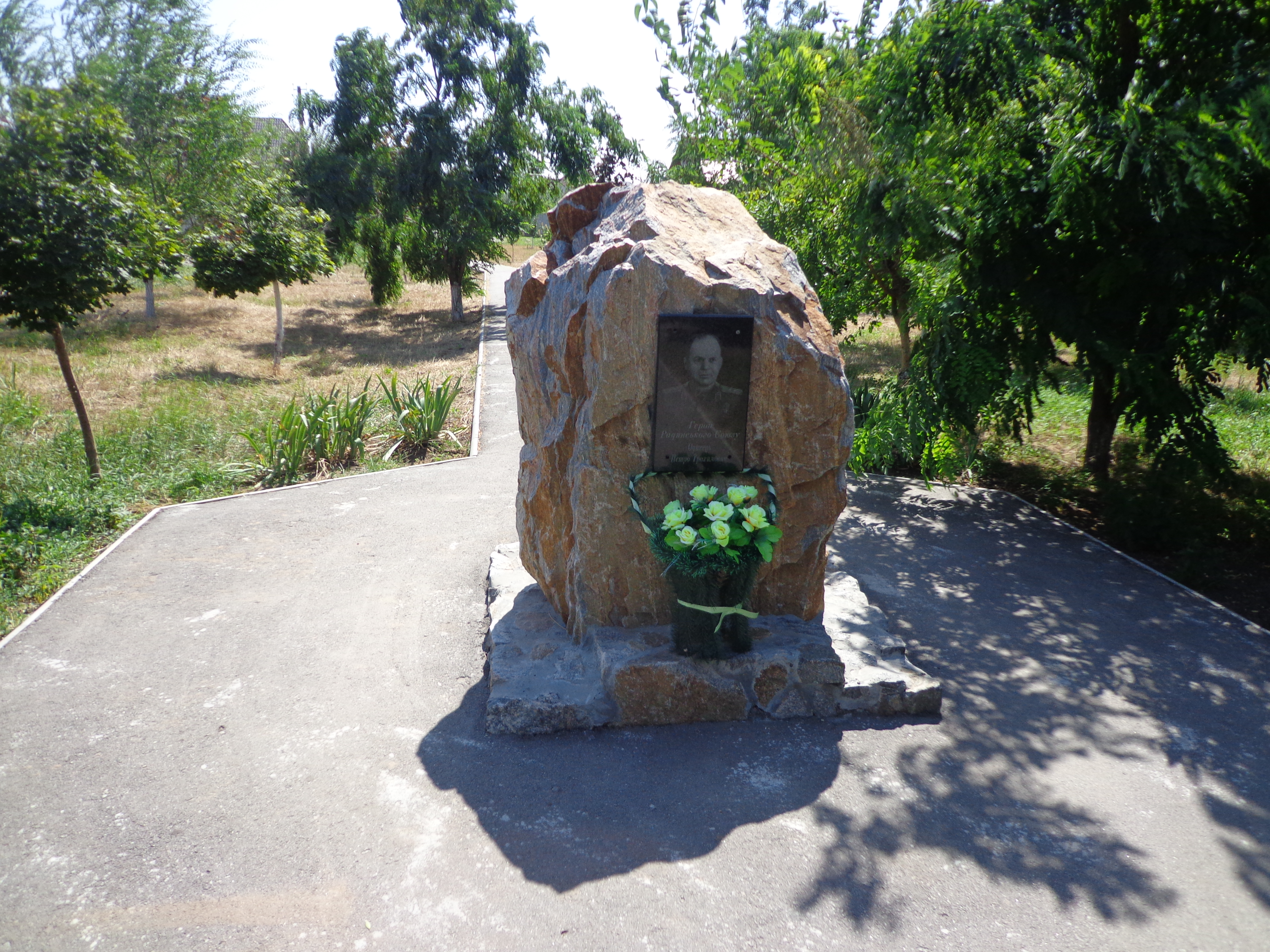
Памятник П. Т. Одинцу в сквере
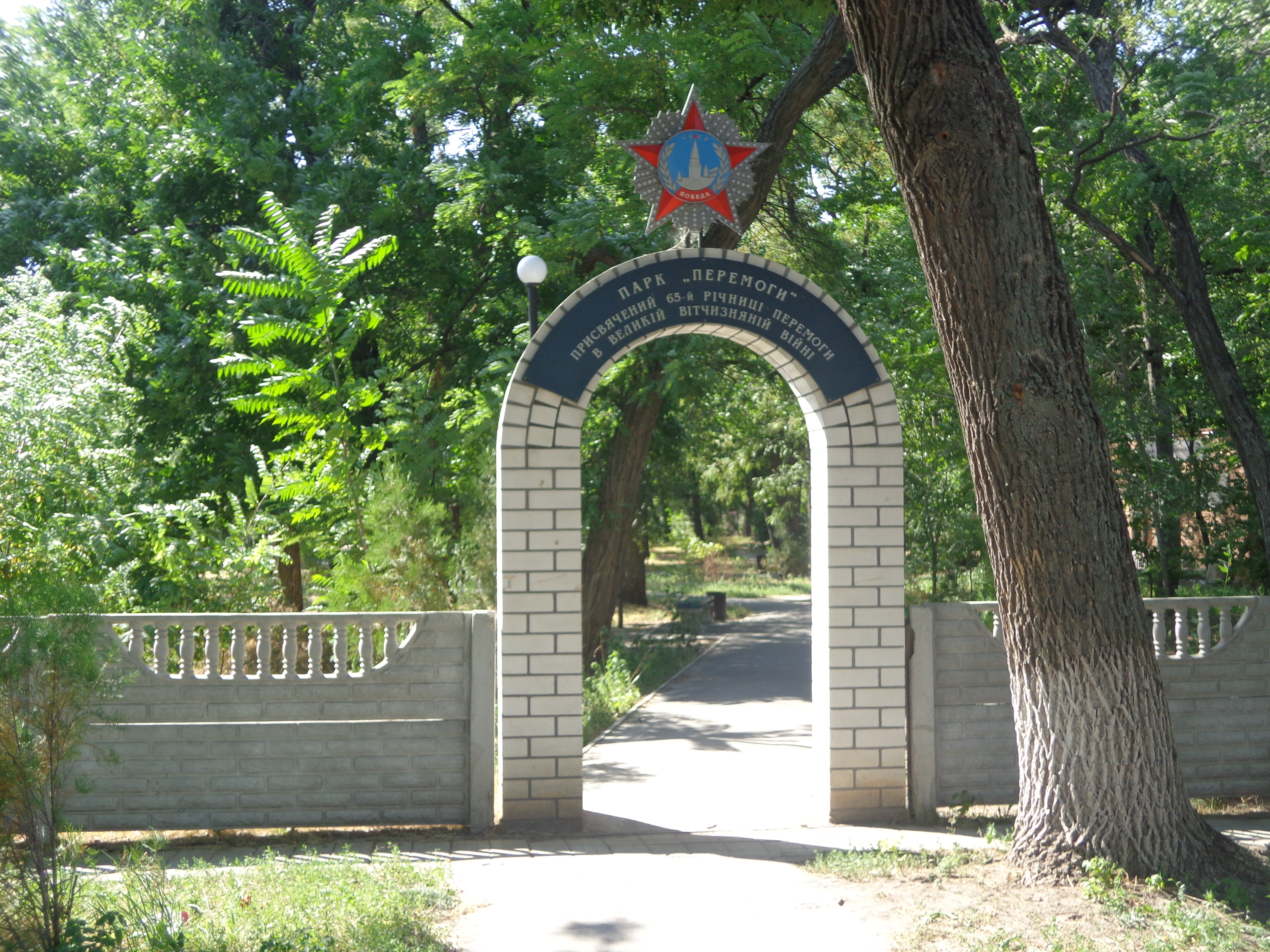
Парк Победы
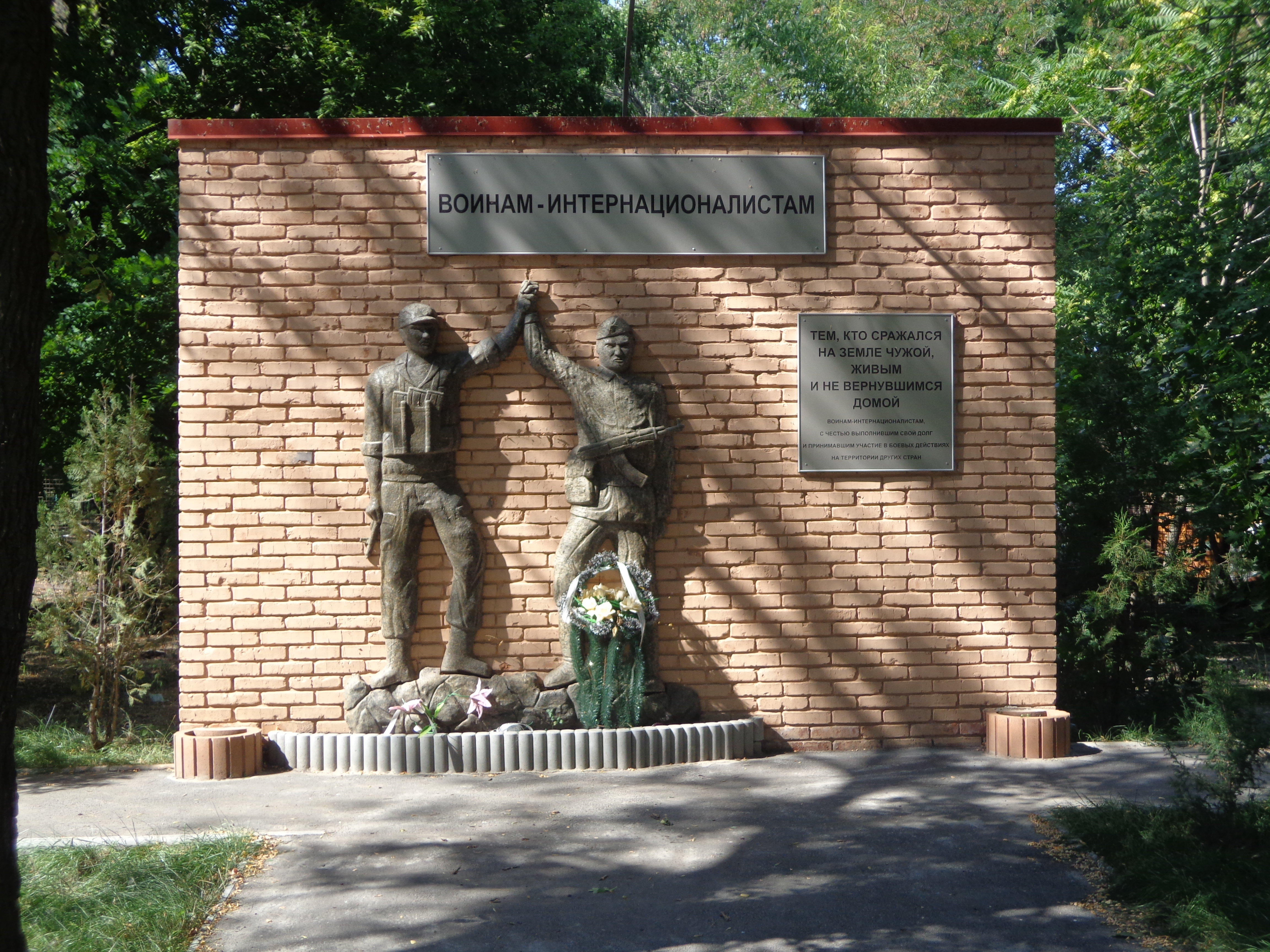
Памятник воинам-интернационалистам в парке Победы

### Памятники
- П. Т. Одинцу
- Воинам-интернационалистам[18]
- В. И. Ленину
- М. В. Фрунзе

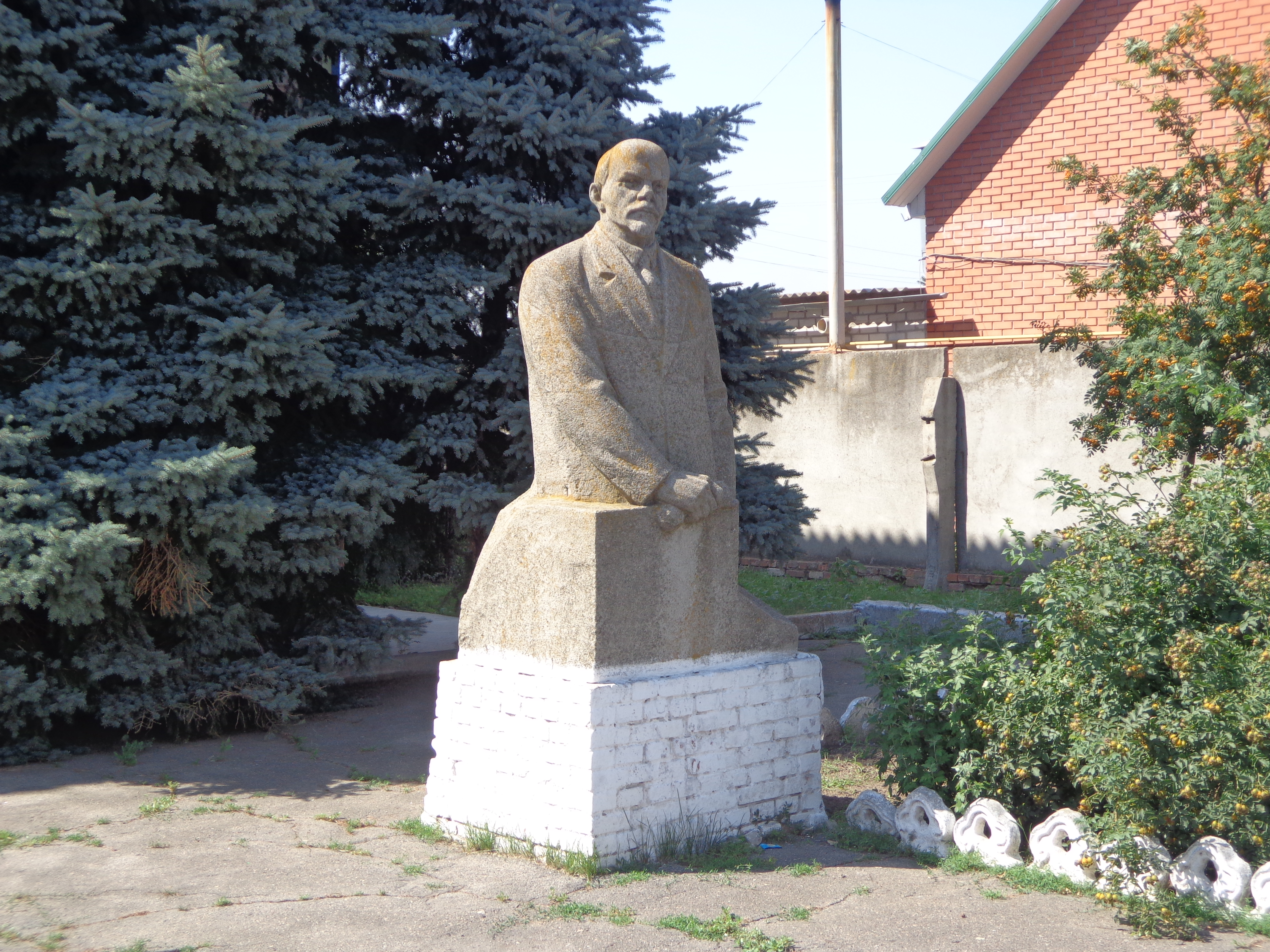
Памятник В. И. Ленину
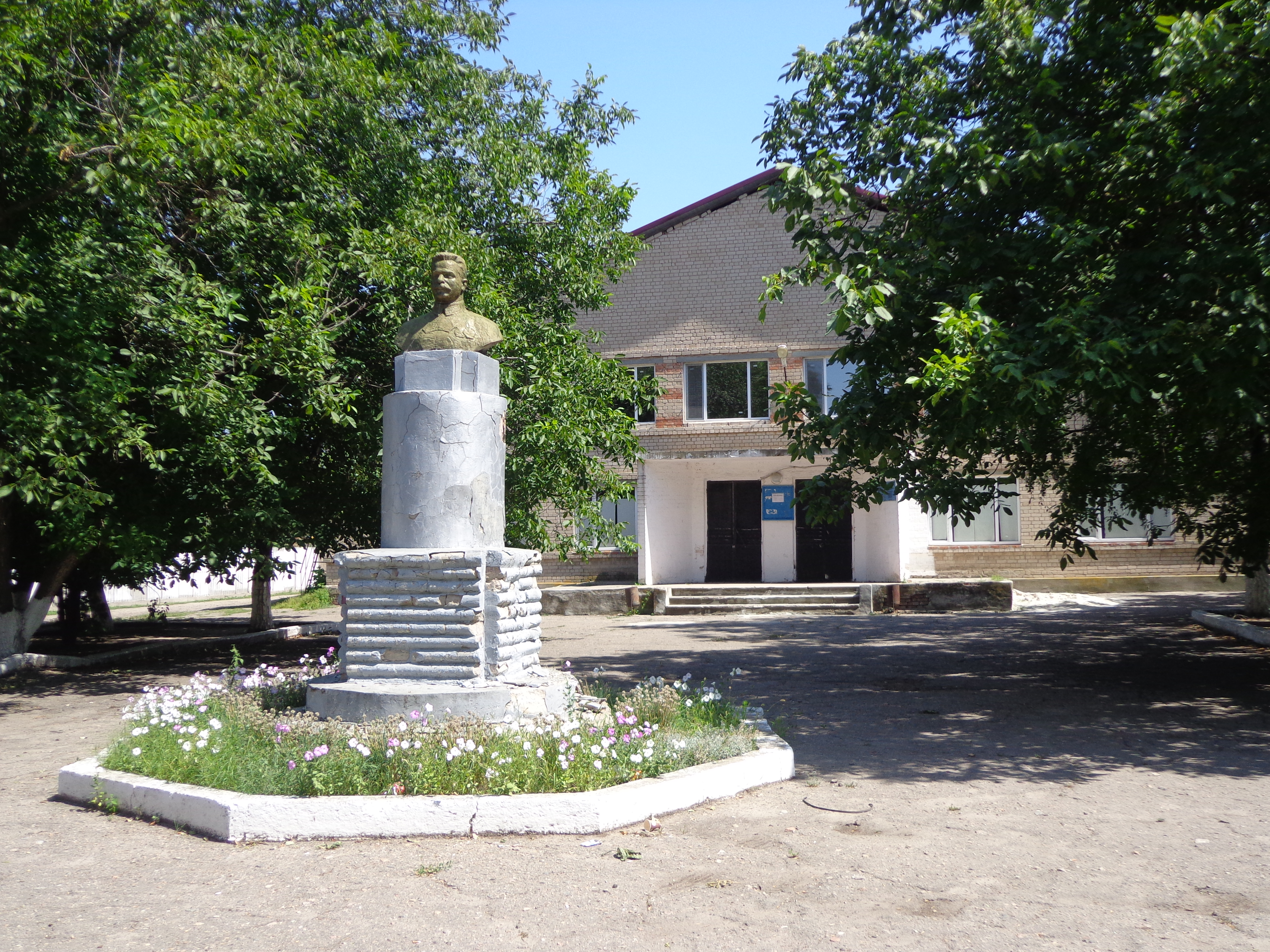
Памятник М. В. Фрунзе

### Археологические памятники
Вблизи Константиновки, на берегах реки Молочной, обнаружено более 100 курганов. 3 из них раскопаны. Кроме погребений эпохи бронзы и скифов, найдены погребения кочевников XIV—XV вв. Особый интерес представляет раннескифское погребение (VII—VI вв. до н. э.) с бронзовыми удилами, двойными бляшками и другими предметами.

## Известные жители Константиновки
- П. Т. Одинец — старшина, командир орудийного расчета 17-го артиллерийского полка 137-й Бобруйской стрелковой дивизии, Герой Советского Союза
- К. И. Дымченко — бригадир полеводческой бригады, кавалер орденов Ленина и Трудового Красного Знамени
- П. М. Давыденко — механизатор, кавалер орденов Октябрьской Революции и Трудового Красного Знамени
- О. И. Чернявская — доярка, ветеринарный фельдшер, кавалер ордена Октябрьской Революции
- С. И. Рудь — тракторист, кавалер ордена Октябрьской Революции